# Besen-Radmelde
Die Besen-Radmelde (Bassia scoparia), auch Besenkraut oder Sommerzypresse genannt, ist eine Pflanzenart aus der Gattung der Radmelden (Bassia) innerhalb der Familie der Fuchsschwanzgewächse (Amaranthaceae). Während sie in mehreren Ländern als Zierpflanze und vielseitige Nutzpflanze geschätzt wird, gilt sie in manchen Regionen als umweltschädliche invasive Pflanze.

## Beschreibung

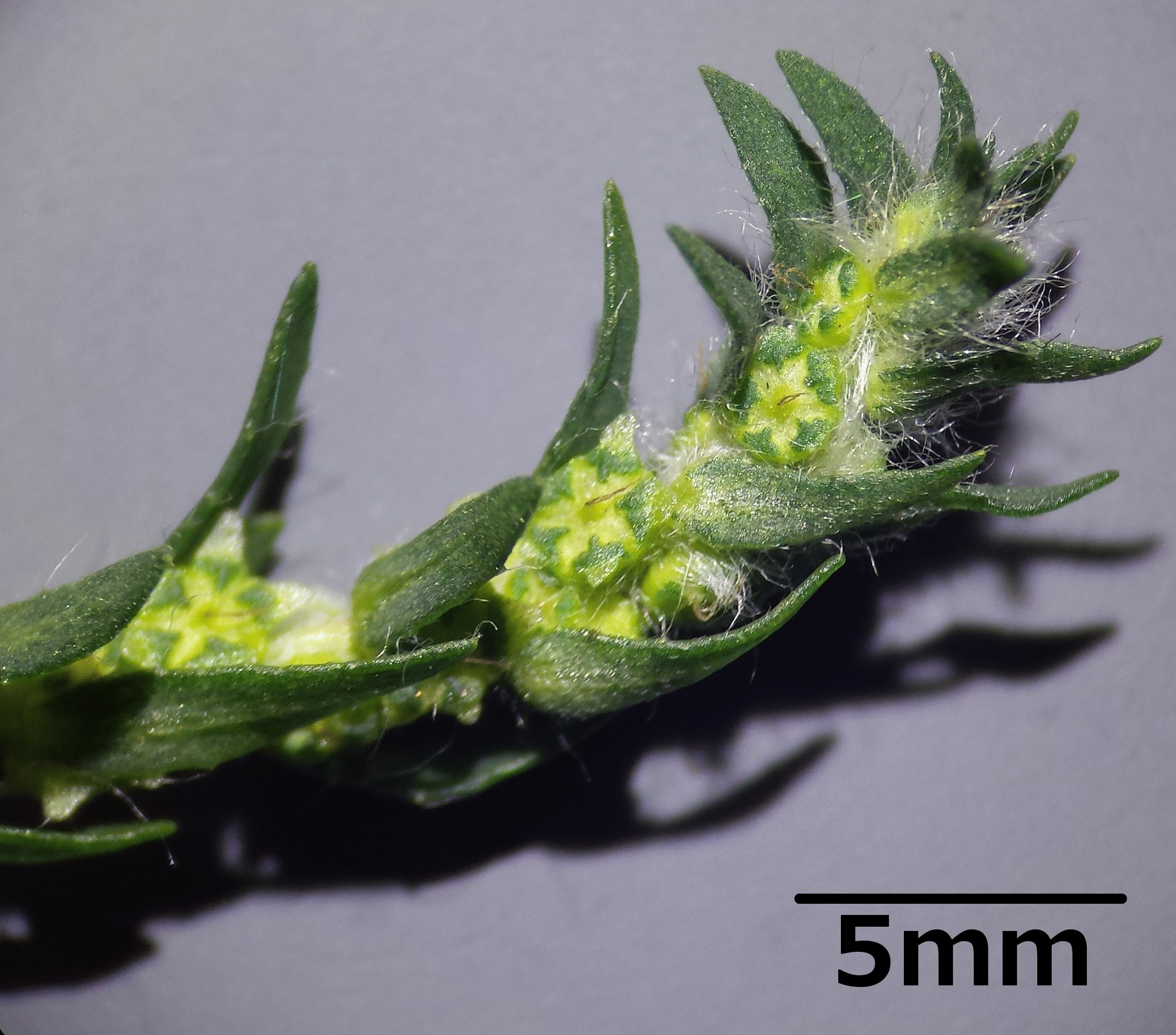
Triebspitze mit flaumiger Behaarung

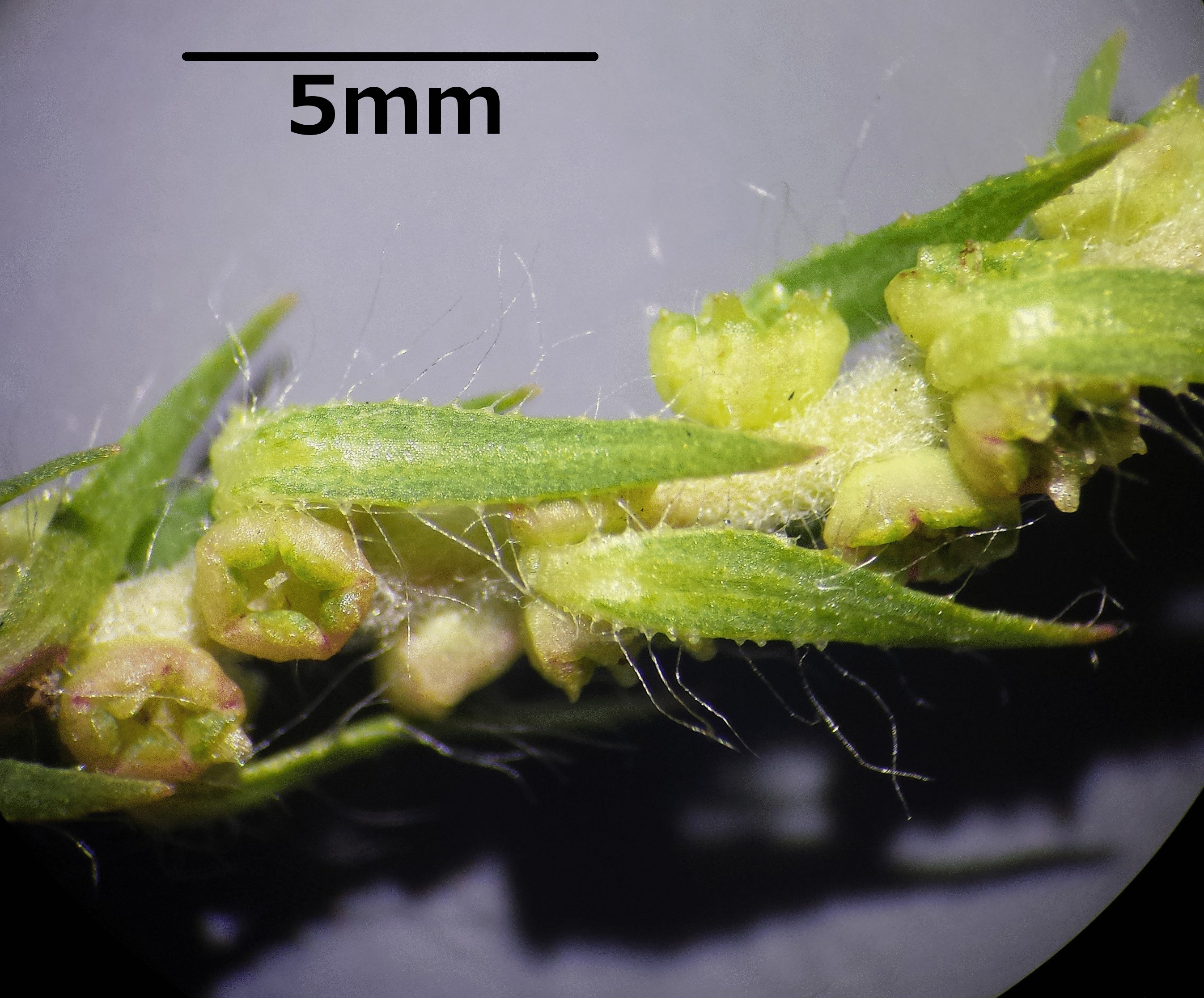
Blütenstand mit bewimperten Blättern

### Vegetative Merkmale
Die Besen-Radmelde wächst als einjährige krautige Pflanze, die Wuchshöhen von 30 bis 150, selten bis zu 210 Zentimetern erreicht. Sie kann ein Bodenvolumen von 2,4 Meter Tiefe und bis zu 4,9 Meter Durchmesser durchwurzeln. Die aufrechten Stängel sind dicht verzweigt mit abstehend-aufrechten seitlichen Ästen, so dass das Pflanzenexemplar im Umriss oft kegelförmig wirkt. Abhängig vom Wuchsort sind die morphologischen Merkmale aber sehr variabel. Die Stängel sind grün oder rötlich gefärbt und meist kurz flaumig behaart.
Die wechselständig angeordneten Laubblätter sind sitzend oder an der Basis in einen sehr kurzen Blattstiel verschmälert. Die Blattspreite ist bei einer Länge von meist 2 bis 5,5, selten bis zu 8 Zentimetern und einer Breite von 4 bis 9 mm linealisch-elliptisch und ganzrandig, mit ein bis fünf vorstehenden Blattadern. Die Blattunterseite ist meist angedrückt behaart und die -oberseite fast kahl.

### Blütenstand und Blüte
Die Blütezeit reicht von Juli bis Oktober. Die Blütenstände bestehen aus zahlreichen seitlichen oder endständigen, etwas gestauchten ährigen Teilblütenständen. Die Blüten sitzen einzeln oder zu zweit bis dritt in den Achseln von aufsteigend-aufrechten, linealischen, oft lang bewimperten Tragblättern.
Die zwittrigen Blüten sind mit einem Durchmesser von nur etwa 1,1 Millimetern sehr klein. Sie sind am Grunde kahl oder schwach bewimpert, oder haben an der Basis einen 2 Millimeter langen dichten Haarkranz (Bassia scoparia subsp. densiflora). Die Blütenhüllblätter sind in der unteren Hälfte miteinander verbunden, ihre Zipfel sind nach innen gebogen. Die Farbe der Blütenhüllblätter kann grün, weiß oder rosafarben sein. Es sind drei bis fünf Staubblätter und ein Fruchtknoten mit zwei mit einer Länge von 1,2 Millimetern kurzen Narben vorhanden. Gelegentlich kommen auch rein weibliche Blüten vor.

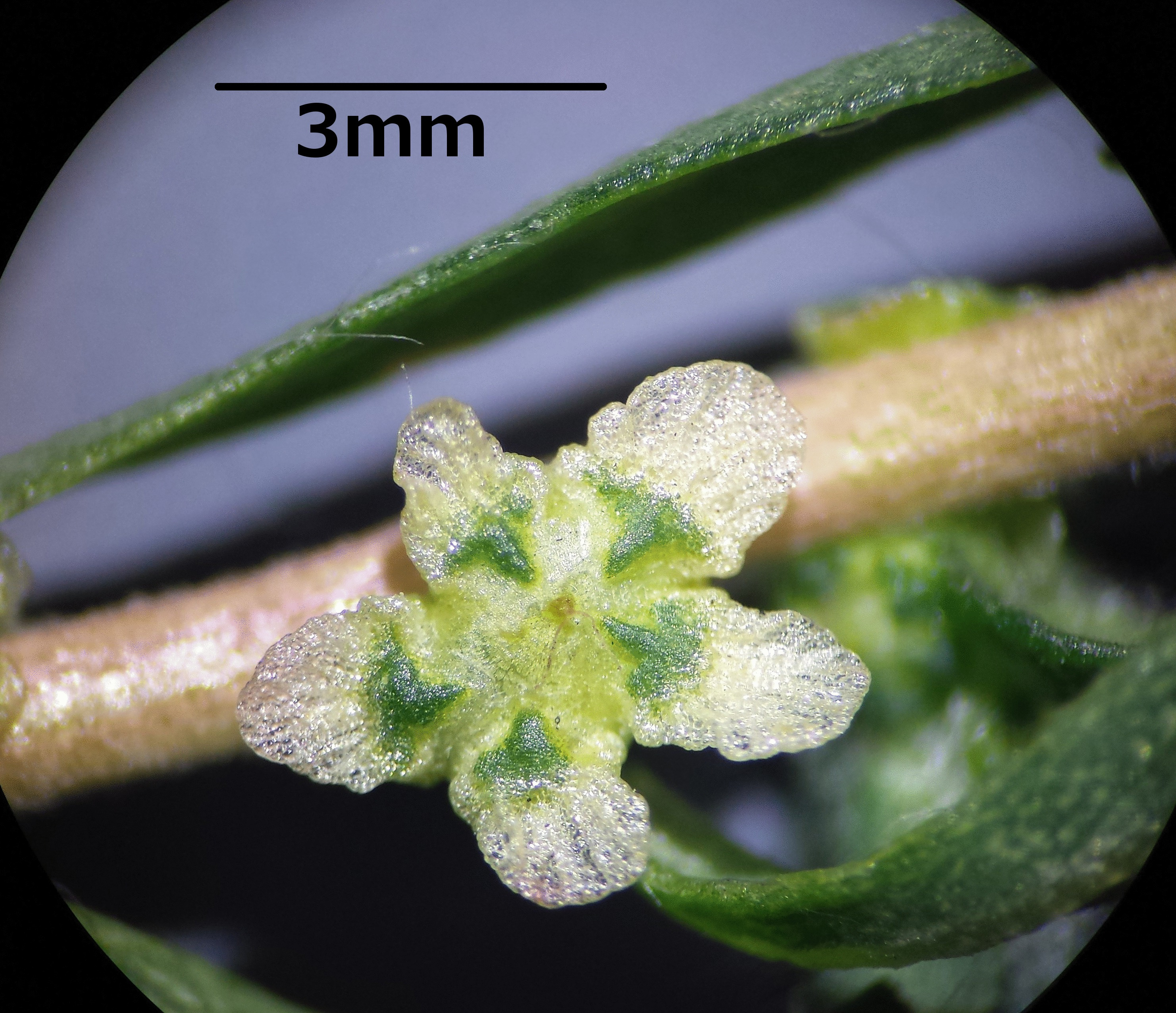
Frucht mit Perigonflügeln

### Früchte und Samen
Zur Fruchtzeit trägt die Blütenhülle sehr kurze, krautige, flügelartige Anhängsel, die nicht voneinander getrennt sind. Der horizontale Samen bleibt von der Blütenhülle umschlossen. Der braune oder schwarze Samen besitzt bei einem Durchmesser von etwa 1,1 Millimetern eine ovale Form.

### Chromosomenzahl
Die Chromosomenzahl beträgt 2n = 18.

### Photosyntheseweg und Blattanatomie
Die Besen-Radmelde ist eine C4-Pflanze. Ihr Photosyntheseweg verwendet das NADP-Malatenzym. Die Anatomie der Laubblätter entspricht dem „kochioiden Typ“, die Keimblätter weisen dagegen den als ursprünglich geltenden „atriplicoiden Typ“ auf.

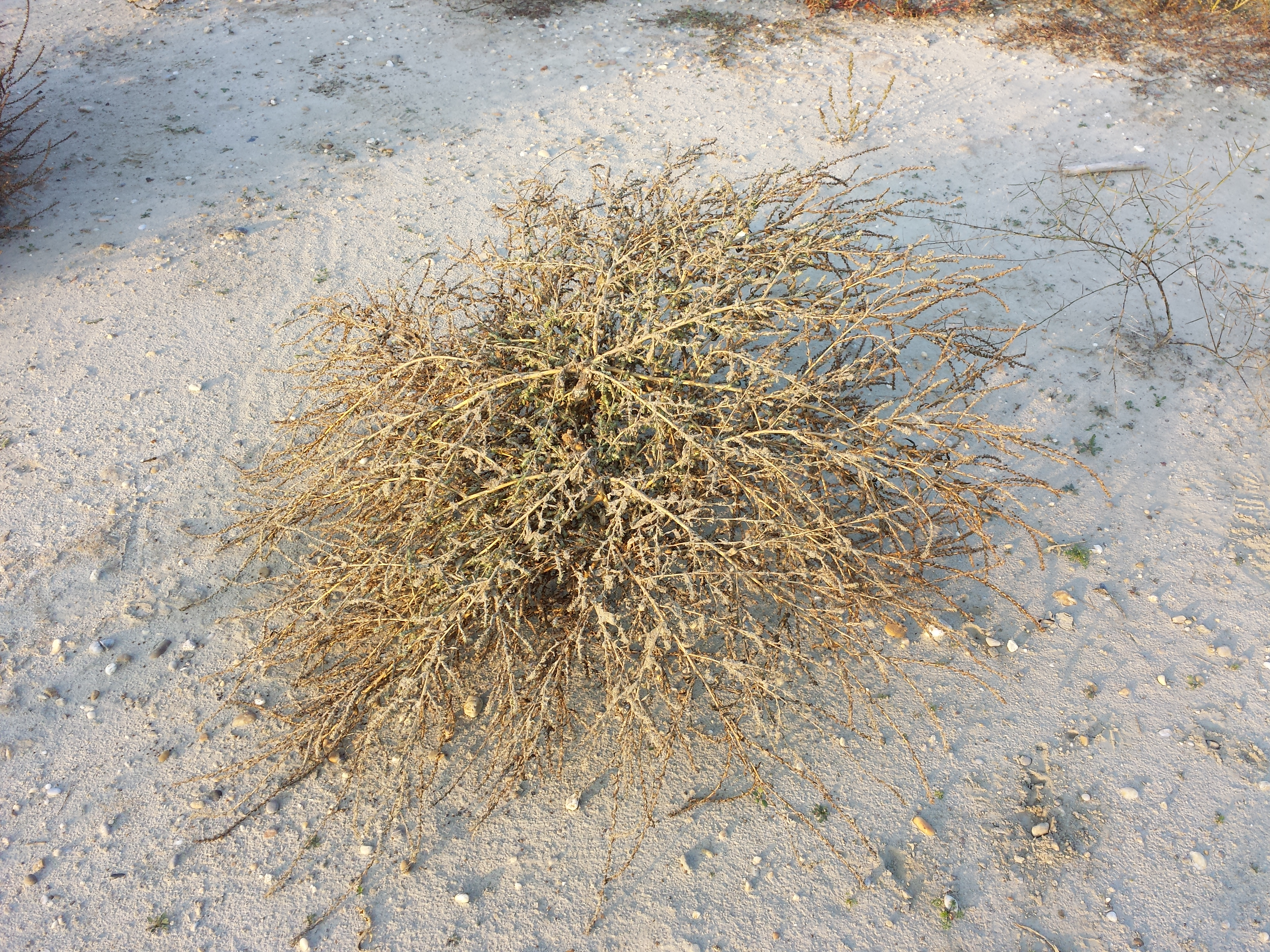
Nach der Fruchtreife bricht die Pflanze am Grund des Stängels ab und wird als „Steppenroller“ vom Wind verweht. Dabei werden ihre Diasporen verbreitet bzw. ausgestreut.

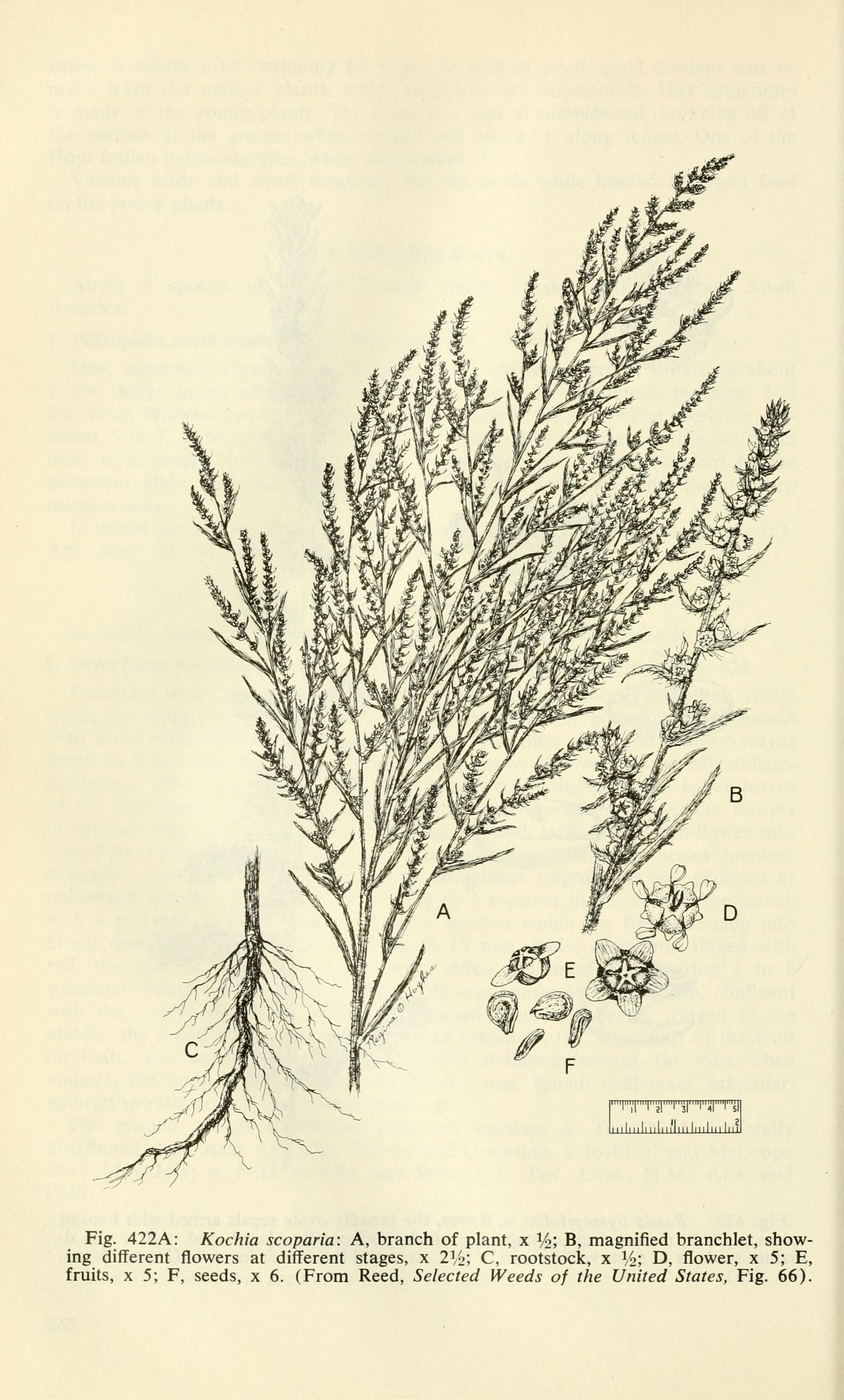
Illustration aus Aquatic and wetland plants of southwestern United States, S. 844

## Ökologie
Die Besen-Radmelde ist ein Lichtkeimer. Sie keimt früh im Jahr, sobald die obersten Zentimeter des Bodens frostfrei sind und die Bodentemperatur 10 °C erreicht. Die Sämlinge tolerieren leichten Frost. Dadurch kann diese Art die begrenzte Bodenfeuchtigkeit in trockenen Regionen ausnutzen. Wenn der Boden feucht genug ist, können auch mehrfach während der Wachstumszeit weitere Samen keimen. Selbst unter Stress durch Trockenheit, bei hohem Salzgehalt oder extremen pH-Werten im Boden kann die Keimung stattfinden.
Neugebildete Samen sind ohne Ruhephase sofort keimfähig. Allerdings nimmt die Keimfähigkeit sehr rasch ab: bereits nach einem Jahr beträgt die Keimungsrate nur etwa 5 Prozent, nach drei Jahren sogar nur noch 1 Prozent.
Die Bestäubung erfolgt meist durch den Wind, gelegentlich auch durch Tiere, vorwiegend Insekten. Selten kommt Selbstbestäubung vor.
Zur Fruchtreife kann die ganze Pflanze an der Basis abbrechen und als „Steppenroller“ („Tumbleweed“) vom Wind weggeweht werden. Dadurch können ihre Samen über größere Entfernungen ausgebreitet werden. Die Samenproduktion ist je nach Umweltbedingungen sehr variabel. Bei angebauten, gut gedüngten Pflanzen können 2.000 bis 30.000 Samen pro Pflanze gebildet werden.
Die Vermehrung der Besen-Radmelde erfolgt ausschließlich durch Samen, eine vegetative Vermehrung findet nicht statt.
Die Samen der Besen-Radmelde bieten Nahrung für Singvögel.
Die ganze Pflanze wird auch vom Rehwild gefressen.
Einige Insektenarten nutzen die Besen-Radmelde als Nahrung oder Wirtspflanze. Die Pflanzen werden dadurch meist nur wenig beeinträchtigt.
Die Besen-Radmelde kann von dem Pilz Aphanomyces cochlioides Drechsler befallen werden. Diese Art ruft Schäden beim Anbau von Zuckerrüben hervor, indem sie die Wurzeln schwarz werden lässt.

## Vorkommen
Die ursprüngliche Verbreitung der Besen-Radmelde liegt in Osteuropa und Asien. Eingeführt im neunzehnten Jahrhundert als Zierpflanze, sie hat sich in ganz Europa, Afrika, in den westlichen und nördlichen USA, in Kanada, sowie in Südamerika verbreitet. 1990 wurde sie nach Australien eingeführt, dort soll sie jedoch durch ein intensives Bekämpfungsprogramm wieder ausgerottet werden. In Deutschland gilt diese Art als ein eingebürgerter Neophyt.
Die Besen-Radmelde kommt in einem weiten Klimabereich vor, sie ist aber besonders an trockene (aride und semi-aride) Lebensräume angepasst, wie beispielsweise die Prärieprovinzen Kanadas und die Great Plains der USA. Sie toleriert auch flachgründige Böden und hohen Salzgehalt (fakultativer Alkali-Halophyt). Sogar auf sauren Böden, die Aluminium oder Mangan enthalten, kann sie gedeihen. Die ökologischen Zeigerwerte nach Landolt et al. 2010 sind in der Schweiz: Feuchtezahl F = 1+w+ (trocken aber stark wechselnd), Lichtzahl L = 4 (hell), Reaktionszahl R = 3 (schwach sauer bis neutral), Temperaturzahl T = 5 (sehr warm-kollin), Nährstoffzahl N = 3 (mäßig nährstoffarm bis mäßig nährstoffreich), Kontinentalitätszahl K = 4 (subkontinental).
Die Besen-Radmelde wächst in Äckern, auf gestörten Flächen, in Gärten, an Straßenrändern oder am Rand von Gräben. In trockenen (ariden) Regionen dringt sie auch in lückiges Weideland und Wiesen vor. In Deutschland gilt sie als eine wärmeliebende Art, hier wächst sie in Äckern und kurzlebigen Unkrautfluren, vor allem im Verband Sisymbrion.

## Systematik
Die Erstveröffentlichung erfolgte 1753 unter dem Namen (Basionym) Chenopodium scoparium durch Carl von Linné in Species Plantarum, Tomus I, S. 221. Die Neukombination zu Bassia scoparia (L.) A.J.Scott wurde 1978 durchAndrew John Scott in Feddes Repertorium, Band 81, 2–3, S. 108 veröffentlicht. Phylogenetische Untersuchungen von Kadereit und Freitag bestätigten 2011 diese Zuordnung.
Synonyme von Bassia scoparia (L.) A.J.Scott sind Chenopodium scoparium L., Atriplex scoparia (L.) Crantz, Salsola scoparia (L.) M.Bieb., Bushiola scoparia (L.) Nieuwl., Kochia scoparia (L.) Schrad., Kochia sieversiana (Pall.) C.A.Mey., Kochia scoparia var. densiflora Moq., Kochia densiflora auct. und Kochia alata Bates.
Bassia scoparia zählt zur Bassia/Camphorosma-Clade aus der Tribus Camphorosmeae in der Unterfamilie Camphorosmoideae innerhalb der Familie der Fuchsschwanzgewächse (Amaranthaceae). Früher gehörte sie zur Familie der Gänsefußgewächse (Chenopodiaceae), diese ist bei APG IV in der Familie Amaranthaceae enthalten.
In Deutschland kommen von Bassia scoparia zwei Unterarten vor:
- Bassia scoparia subsp. scoparia, die Gewöhnliche Besen-Radmelde
- Bassia scoparia subsp. densiflora (Turcz. ex B.D.Jackson) Ciruja & Velayos, die Dichtblütige Besen-Radmelde oder Sommerzypresse

## Nutzung

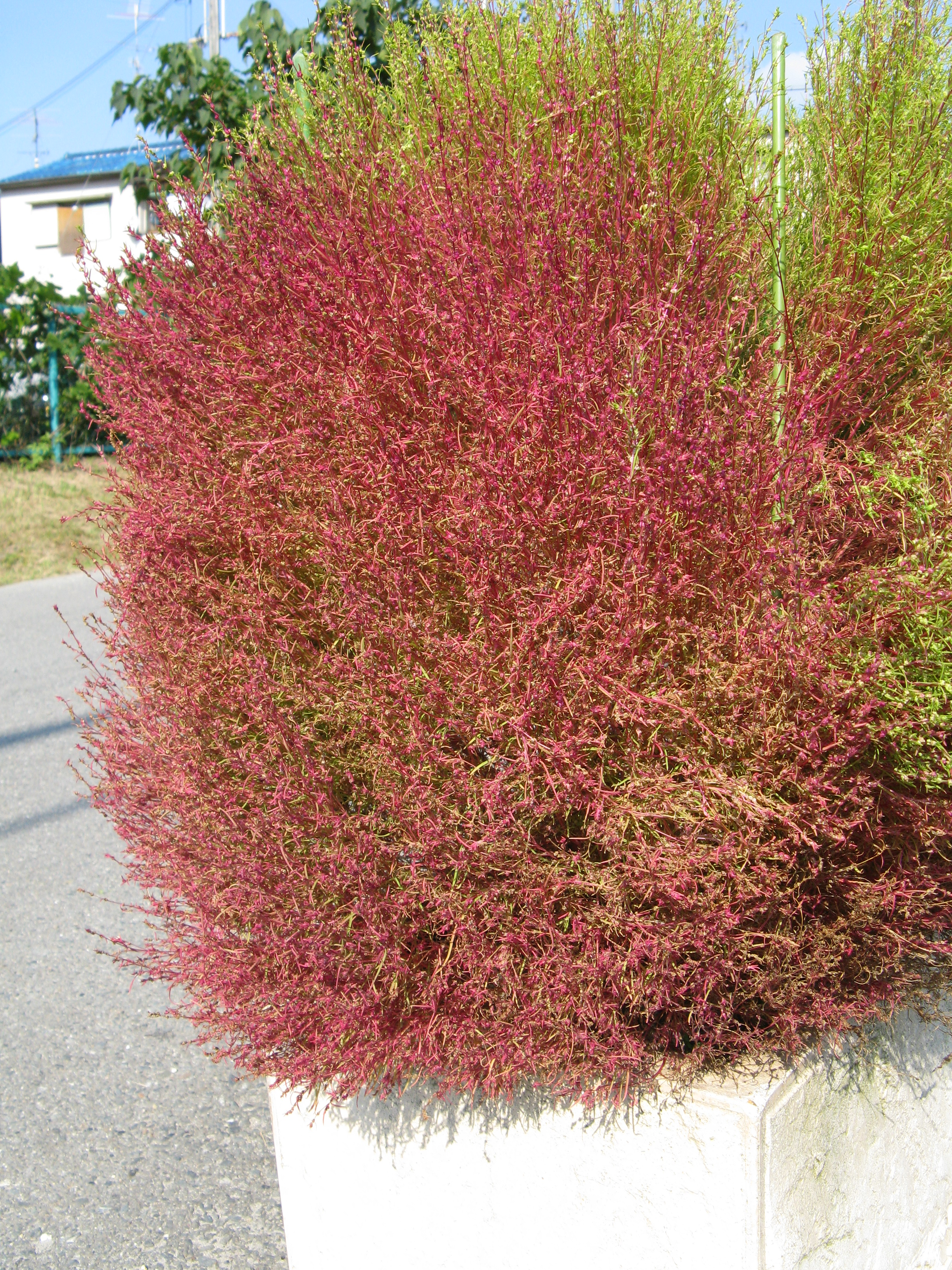
Sorte als Zierpflanze (Sommerzypresse)

### Zierpflanze
In vielen Ländern wird die Besen-Radmelde selten als Zierpflanze in Gärten verwendet. Sie wird als Blattschmuck und Gestaltungselement in Staudenrabatten und zur Gestaltung kleiner Hecken eingesetzt. Wegen ihrer oft dicht kegelförmigen Wuchsform wird sie auch Sommerzypresse genannt. Es gibt mehrere gärtnerische Sorten, beispielsweise die grüne ‘Childsii’ und die sich im Herbst rot färbende ‘Trichophylla’.

### Futterpflanze
Die Besen-Radmelde gilt als Futterpflanze für alle Vieh-Arten, sie kann beweidet oder als Heu gefüttert werden. Der Nährwert der unreifen Pflanze wird mit dem von Alfalfa verglichen. Die Samen haben einen hohen Proteingehalt und eignen sich deshalb als Geflügelfutter.
Andererseits kann diese Art auch giftig wirken und beispielsweise Polioenzephalomalazie und Lichtallergien beim Vieh hervorrufen. Wenn sie in großen Mengen gefressen wird, kann sie sogar tödlich für Rinder, Schafe und Pferde sein. Sie enthält toxisch wirkende Saponine, Alkaloide, Oxalate und Nitrate, deren Menge besonders in Trockenzeiten und zur Samenreife ansteigt. Daher sollte Bassia scoparia nicht mehr als die Hälfte des Viehfutters ausmachen. Um Vergiftungen vorzubeugen, ist eine direkte Beweidung von reinen Beständen nur im Wechsel mit anderen Flächen oder bei mehrmonatigen Beweidungspausen ratsam.
Die Ernte für Heu oder Silage sollte vor der Samenreife erfolgen. Mit Bewässerung und Düngung sind vier Ernten im Jahr möglich. Die Heu-Erträge liegen je nach Region zwischen 2,25 und 16 Tonnen pro Hektar.

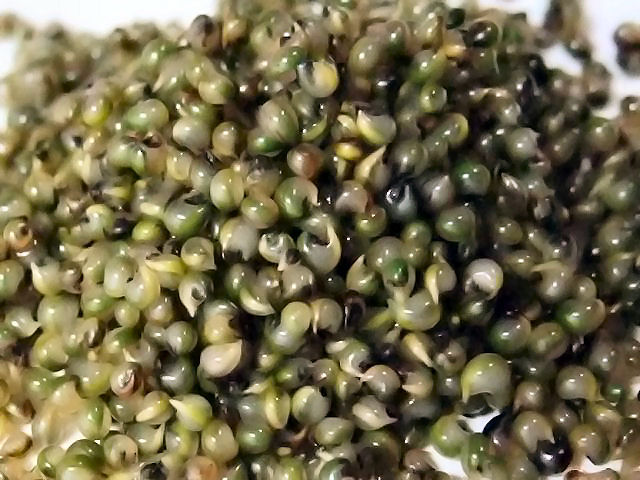
Japanische „Tomburi“-Speise aus Samen von Bassia scoparia

### Nahrungspflanze
In Japan gelten die Samen von Bassia scoparia (japanisch Hosagi) als traditionelle Delikatesse (Chimmi). Für die „Tomburi“, auch „Landkaviar“ genannte Speise werden die getrockneten Samen einen Tag lang in kaltem Wasser eingeweicht, anschließend wird die äußere Hülle abgerieben und die Samen werden gekocht. In China isst man die frischen Früchte. Auch wird ein Mehl aus den Samen verwendet. Die jungen Blätter werden gekocht als Gemüse gegessen, sollten jedoch wegen ihres Gehalts an toxischen Saponinen nicht in größeren Mengen verzehrt werden.
Die Samen enthalten 20,4–27,5 % Protein, 8,8–16 % Fett und 3,4–9,4 % Mineralstoffe. Die getrockneten Blätter enthalten 21,5 % Protein, 2,4 % Fett, 56,8 % Kohlenhydrate, 19,7 % Ballaststoffe und 19,2 % Mineralstoffe.

### Bodenschutz
Bassia scoparia eignet sich als Erosionsschutz zur raschen Wiederbegrünung, beispielsweise nachdem die Vegetation durch Feuer zerstört worden ist. Dazu trägt ihre Fähigkeit bei, auf flachgründigen, sandigen, salzigen oder alkalischen Böden zu überleben, und zudem tolerant gegen Trockenheit oder Fraß durch Heuschrecken zu sein. Sie kann während der gesamten Vegetationsperiode keimen und bietet rasch eine wirkungsvolle Bodenbedeckung. In folgenden Jahren wird die Pflanzendecke von Bassia scoparia durch meist konkurrenzstärkere, ausdauernde Gräser ersetzt.
Bassia scoparia kann zur Phytosanierung von verunreinigten und kontaminierten Böden eingesetzt werden. Sie nimmt aus dem Boden verstärkt Chrom, Blei, Quecksilber, Selen, Silber und Zink auf und reichert diese in ihren Pflanzenteilen an (Hyperakkumulator). Sie akkumuliert auch das radioaktive Caesium-137 und Uran. Außerdem kann sie verwendet werden, um Böden zu sanieren, die durch Kohlenwasserstoffe verunreinigt wurden.

### Heilpflanze und Phytochemie
In der Chinesischen und Koreanischen Volksmedizin wurde Bassia scoparia als Heilmittel bei Hautkrankheiten, Diabetes, rheumatoider Arthritis, Leberschäden und Gelbsucht angewendet.
Bei phytochemischen Untersuchungen wurden in den Samen Inhaltsstoffe entdeckt, die medizinisch bei Krebs, rheumatoider Arthritis und bakteriellen Infektionskrankheiten wirksam sind.
Die Samen von Bassia scoparia enthalten einen Insekten-Lockstoff (Pheromon), welcher Moskito-Pestiziden zugesetzt werden kann.

### Weitere Nutzungen
In vielen Ländern wurden aus Bassia scoparia Besen hergestellt, beispielsweise in Italien, Bulgarien, Mazedonien, Rumänien, Russland und China. Darauf bezieht sich der deutsche Trivialname Besen-Radmelde.
In Nordost-China wird diese Art als Nistmaterial für Seidenraupen verwendet.

## Invasive Art
In geeignetem Klima breitet sich Bassia scoparia so sehr aus, dass sie die natürliche Vegetation verdrängen kann. Aus diesem Grund gilt sie in einigen Regionen als umweltschädliche invasive Pflanze. Ebenso kann sie als „Unkraut“ die angebauten Feldfrüchte überwachsen, wodurch der Ertrag stark zurückgeht. Hiervon ist besonders der Anbau von Zuckerrüben, Kartoffeln, Alfalfa und Weizen betroffen. Bassia scoparia verhindert zudem das Wachstum anderer Pflanzen (sowohl der eigenen Art als auch anderer Arten) in ihrer unmittelbaren Umgebung, indem ihre Wurzeln allelopathisch wirkende Substanzen ausscheiden.
In den USA wurde Bassia scoparia in der zweiten Hälfte des 19. Jahrhunderts als Zierpflanze eingeführt und breitete sich von 1880 bis 1980 dort äußerst schnell aus. In Kansas, Nebraska, in der Region der Great Plains und den Prärieprovinzen Süd-Kanadas zählt Bassia scoparia heute zu den am weitesten verbreiteten einjährigen Unkräutern. Mehrere Staaten (Connecticut, Ohio, Oregon, Washington) stufen diese Art als schädliches Unkraut ein und haben die Anpflanzung verboten.
Die Bekämpfung mit Herbiziden ist oft wenig erfolgreich, da die Chemikalien durch die Behaarung und Wachse auf der Oberfläche der Pflanze nicht voll zur Wirkung kommen. Am ehesten werden jüngere Pflanzen betroffen. Einige Populationen in den USA, Kanada und auch in Tschechien erwiesen sich sogar als resistent gegen mehrere übliche Herbizide. Das macht es schwierig, diese Art zu kontrollieren, wenn sie ein Gebiet erst einmal besiedelt hat.
In Australien wurde Bassia scoparia 1990 als Futterpflanze und zur Wiederbegrünung von versalzten landwirtschaftlichen Flächen eingeführt. Durch ihren effizienten Wasserverbrauch wächst sie hier in warmen Gebieten mit geringen Niederschlägen. Sie geriet jedoch äußerst schnell außer Kontrolle und wurde bereits 1992 zum Unkraut erklärt und auf die „Alarm-Liste für umweltschädliche Unkräuter“ gesetzt. Ein intensives Ausrottungsprogramm soll sie wieder aus Australien verdrängen. Die Einfuhr und jegliches Anpflanzen sind verboten. Anleitungen zum Unkrautbekämpfungs-Management sind im Internet veröffentlicht, außerdem wird dazu aufgerufen, alle Vorkommen dieser Art zu melden.
In der Schweiz wird die Besen-Radmelde auf der „Beobachtungsliste der Invasiven gebietsfremden Pflanzen“ der Kommission für die Erhaltung von Wildpflanzen geführt.